# Arachnomysis leuckartii
Arachnomysis leuckartii is een aasgarnalensoort uit de familie van de Mysidae. De wetenschappelijke naam van de soort is voor het eerst geldig gepubliceerd in 1887 door Chun.